# جيروم دبليو. كون
جيروم دبليو. كون (بالإنجليزية: Jerome W. Conn)‏ هو طبيب وأستاذ جامعي أمريكي، ولد في 24 سبتمبر 1907 في نيويورك في الولايات المتحدة، وتوفي في 11 يونيو 1994 في نيبلز في الولايات المتحدة.